# カール・マリア・フォン・ウェーバー
カール・マリア・フリードリヒ・エルンスト・フォン・ウェーバー（ドイツ語: Carl Maria Friedrich Ernst von Weber、 1786年11月18日 - 1826年6月5日）は、ドイツのロマン派初期の作曲家、指揮者、ピアニスト。姓は、一般には慣用的な日本語表記であるウェーバーと、正確なドイツ語読みに従ったヴェーバーという表記が混在して用いられている。

## 概要
モーツァルトによるドイツ語ジングシュピールの伝統を継承し、『魔弾の射手』によってドイツ・ロマン派オペラの様式を確立、リヒャルト・ワーグナーへと流れを導いた作曲家として重要である。
11歳で初めてオペラを作曲し、『魔弾の射手』や『オベロン』などのオペラのほか、『舞踏への勧誘』などの器楽曲も残す。また、オーケストラの配置を現在に近い形に改めたり、指揮棒を初めて用いた人物としても知られる。
モーツァルトの妻コンスタンツェは父方の従姉にあたり、モーツァルトとは親類関係に当たる。

## 生涯
現在のドイツ・リューベック近郊のオイティーンに生まれる。父フランツ・ウェーバーの兄フリードリンの娘コンスタンツェは人気作曲家であったモーツァルトと結婚していた。
片足が不自由であり、小児麻痺であったとも伝えられる。
ウェーバーが生まれた次の年、父は劇団を結成する。こうして彼は、幼いころからドイツ、オーストリア全土を回ることとなった。幼少の際、彼はこれといって特別な才能は見せなかった。しかし、9歳のときヒルトブルクハウゼンでヨハン・ホイシュケルから本格的な音楽教育を受け、才能を見せる。その後も旅先で音楽教育を受け、ザルツブルクではミヒャエル・ハイドン（フランツ・ヨーゼフ・ハイドンの弟）、ウィーンでは、ウィーン音楽院の前身校でゲオルク・ヨーゼフ・フォーグラーにも師事している。1798年から99年にかけて初のオペラ『愛と酒の力』（"Die Macht der Liebe und des Weins", J. Anh. 6）を作曲するが、翌1800年に火事で消失している。
1804年、ブレスラウ（現ヴロツワフ）のカペルマイスターに就任。しかし自身の理想主義的傾向や、父の投機的な性格が災いし、2年後には楽長を退く。この年にエッチング用の硝酸をワインと間違え飲んでしまい、声を出せなくなった（声を失うまではかなりの美声だったと言われる）。その後カールスルーエ、ミュンヘンなどドイツ各地を転々とする。
1813年にプラハ歌劇場の芸術監督に就任し、オペラの改革に尽力する。モーツァルトの『ドン・ジョヴァンニ』上演以後、低落していた歌劇場を見事に再興させた。
1817年、ザクセンの宮廷楽長に任命され、ドレスデン歌劇場（現在のゼンパー・オーパーの前身）に移る。当時宮廷ではイタリア・オペラが主流であったが、ウェーバーは自身のドイツ・オペラをもって彼らに戦いを挑む。結果は成功し、ドイツ・オペラを根付かせることに成功する。また、当時最高のピアニストとしてヨーロッパ各地で演奏を行った。
1821年、ベルリンで『魔弾の射手』が初演されると大反響を呼び、ドイツ国民オペラの金字塔を打ち立てた。この『魔弾の射手』を観て、ワーグナーやベルリオーズなど、後に大作曲家となる多くの人物が作曲家を志したとも言われている。この頃からウェーバーの作風に暗い影が漂い始め、ピアノソナタ第4番の極度に厭世的な冒頭を持つ第1楽章などにその兆候が現れ始める。
1826年、ロンドンのコヴェント・ガーデン歌劇場の依頼により、英語によるオペラ『オベロン』を作曲する。そのとき彼は結核を患っていたが、家族を養うため病苦を押して渡英し（家族には病状を隠していた）、自ら指揮棒を振り大成功を収めた。しかしその後病状が悪化し、同年6月5日、ロンドンで客死。39歳であった。コヴェントガーデンに面するセント・ポール教会に埋葬されたが、18年後の1844年12月、彼の音楽的な遺志をつぐこととなったワーグナーの力添えにより、息子マックスに見守られながらロンドンからドレスデンに帰還した。デスマスクが現存する。
『魔弾の射手』はヴルフ・コーノルト『ドイツオペラの知識』（シンフォニア刊、1999年）でドイツでの上演人気30傑に挙げられているが、ドイツオペラの全曲レコードを精力的に残したベーム、カラヤン、ショルティの3人は、このオペラのスタジオ録音を残していない。ドイツ圏の外での上演はさらに少なく、歴史的名声の高さに比してやや寂しい状況にある。録音としては、カルロス・クライバーのデビュー盤が有名である。

## 作品
作品目録は、一般にフリードリヒ・ヴィルヘルム・イェーンス（Friedrich Wilhelm Jähns）の"C.M.von Weber in seinen Werken" (1871/1967) によるイェーンス番号 (J.) が用いられている。

### オペラ
- 『森の娘』Anh.1（断片のみ現存）(1800年初演)
- 『ペーター・シュモルとその隣人たち』J.8 (1803年初演)
- 『リューベツァール』（断片のみ現存） (1804年初演)
- 『シルヴァーナ』J.87 (1810年初演)
- 『アブ・ハッサン』J.106 (1811年初演)
- 『3人のピント』Anh.5（1幕のスケッチのみ、マーラー補筆完成） (1820～21年、1888年初演)
- 『魔弾の射手』J.277 (1821年初演) - ドイツ国民オペラの代表作であり、ナチス時代には盛んに演奏された。
- 『オイリアンテ』J.291 (1823年初演)
- 『オベロン、または妖精の王の誓い』J.306 (1826年初演)

### 劇付随音楽
- 『トゥーランドット』 作品37 J.75 (1809年)
- 『イングルト王』J.214 (1817年)
- 『ドンナ・ディアナ』J.220 (1817年)
- 『フランス王アンリ4世』J.237 (1818年)
- 『ザッフォー』J.240 (1818年)
- 『心からの愛』J.246 (1818年)
- 『灯台』J.276 (1820年)
- 『プレチオーザ』作品78 J.279 (1820年)
- 『今日こそザクセンの子に娶らせよ』J.289 (1822年)
- 『Das osterreichische Ferdlager』Anh.43～45（消失） (1813年)

### 交響曲
- 交響曲第1番ハ長調 作品19 J.50 (1807年)
- 交響曲第2番ハ長調 J.51 (1807年)

### 協奏曲、協奏的作品
- ピアノ協奏曲第1番ハ長調 作品11 J.98
- ピアノ協奏曲第2番変ホ長調 作品32 J.155
- ピアノと管弦楽のためのコンチェルトシュトゥック（小協奏曲）ヘ短調 作品79 J.282
- クラリネット小協奏曲 ハ短調 作品26 J.109
- クラリネット協奏曲第1番ヘ短調 作品73 J.114
- クラリネット協奏曲第2番変ホ長調 作品74 J.118
- ファゴット協奏曲 ヘ長調 作品75 J.127
- ホルン小協奏曲 ホ短調 作品45 J.188
- オーストリア民謡による6つの変奏曲（ヴァイオリンとオーケストラ）J.49
- グラン・ポプリ ニ長調（チェロとオーケストラ） 作品20 J.64
- アンダンテと変奏曲 ニ短調（同上） J.94
- ロマンツァ・シチリアーナ　ト短調（フルートとオーケストラ） J.47
- アンダンテとハンガリー風ロンド ハ短調（ヴィオラまたはファゴットとオーケストラ） 作品35 J.79(ヴィオラ版)、J.158(ファゴット版)

### 室内楽曲
- フォーグラーの『サモリ』による6つの変奏曲 変ロ長調 作品6 J.43
- ノルウェーの歌による9つの変奏曲 ニ短調 作品22 J.61
- ピアノ四重奏曲 変ロ長調 作品18 J.76
- 6つのヴァイオリンソナタ 作品10 J.99～104
- アダージョとロンド ヘ長調 J.115（クラリネット、ホルン、ファゴット各2）
- クラリネットとピアノのためのメロディ ヘ長調 J.119
- 『シルヴァーナ』のアリアによる協奏的変奏曲 作品33 J.128（クラリネットとピアノ）
- クラリネット五重奏曲 変ロ長調 作品34 J.182
- クラリネットとピアノのための協奏的大二重奏曲 変ホ長調 作品48 J.204
- ギターとピアノのためのたいへん易しいディヴェルティメント 作品38 J.207
- フルート三重奏曲 ト短調 作品63 J.259

### ピアノ曲
- ピアノソナタ第1番ハ長調 作品24 J.138
- ピアノソナタ第2番変イ長調 作品39 J.199
- ピアノソナタ第3番ニ短調 作品49 J.206
- ピアノソナタ第4番ホ短調 作品70 J.287
- 6つのフゲッタ 作品1 J.1～6
- 創作主題による6つの変奏曲 ハ長調 作品2 J.7
- 12のアルマンド 作品4 J.15～26
- 6つのエコセーズ J.29～34
- フォーグラーの『カストールとポリュックス』のエール・ド・バレエによる8つの変奏曲 ヘ長調 作品5 J.40
- ビアンキの『ここにおいで、美しきドリーナよ』による7つの変奏曲 ハ長調 作品7 J.53
- 創作主題による7つの変奏曲 ヘ長調 作品9 J.55
- モメント・カプリチオーソ 作品12 J.56
- グランド・ポロネーズ 作品21 J.59
- グランド・ポロネーズ 作品28 J.141
- メユールの『エジプトのヨゼフ』のロマンスによる7つの変奏曲 ハ長調 作品28 J.141
- フランス王妃マリー・ルイーズの親しみ易いワルツ J.143～8（全18曲）
- ロシア民謡『美しきミンカ、私は別れなければならない』による9つの変奏曲 作品40 J.179
- ジプシーの歌による7つの変奏曲 作品55 J.219
- 華麗なるロンド『戯れごと』変ホ長調 作品62 J.252
- 舞踏への勧誘 変ニ長調 作品65 J.260
- 華麗なポラッカ『笑いこける』ホ長調 作品72 J.268
- 四手ピアノのための6つのやさしい小品　O作品3 J.9～14
- 四手ピアノのための6つの小品 作品10 J.81～86
- 四手ピアノのための6つの小品 作品60 J.248、264、253、242、236、255、266、254

### 歌曲
- カンタータ:『戦争と勝利』作品44 (1815年)
- 『祝典カンタータ』作品58 (1818年)
- 重唱曲『自然と死』作品61 (1818年)
- 男声合唱曲:『リラと剣』作品42 (1814年)
- 5つの男声4部合唱曲 作品53 (1814年)
- 6つの男声4部合唱曲 作品68 (1812年)
- ギター伴奏付5つの歌 作品13 (1818年)
- 6つの歌 作品15 (1818年)
- 8つの歌 作品64 (1819年)
- 6つの歌 作品66 (1818年)

## その他
小惑星(4152) Weberはウェーバーの名前にちなんで命名された。